# Скалат
Ска́лат — місто в Тернопільському районі Тернопільської області. До 2015 у підпорядкування Скалатської міської ради входило село Поплави. Від вересня 2015 року — центр Скалатської міської громади. Назва міста походить від слова «скеля».
Відстань до Тернополя — 29 км.

## Географія
У місті річка Корилівка впадає у Гнилу Рудку.

## Розташування
Географічне розташування є вигідним — через Скалат пролягає шлях на Тернопіль, Теребовлю, Збараж, Кам'янець-Подільський.

## Історична довідка
Давні скалатські поселенці знайшли притулок на березі річки Гнила (правої притоки Збруча) поблизу трьох скель, які відносяться до Медоборів — унікальних творів молюсків близько 15 мільйонів років тому, які мають неповторний рослинний і тваринний світ.
Скалатчина входила до складу Галицько-Волинського князівства Київської Русі, а з середини XIV століття до майже середини другої половини XVIII століття перебувала під польською владою.
Більш ранні свідоцтва про територію невідомі, але в цілому вона поділяла долю інших частин Східної Галичини.
Перша згадка про Скалат як село зустрічається у письмових джерелах, датованих 1512 роком, коли він входив до Теребовлянського повіту Руського воєводства. На межі XVI—XVII століть від короля Сигізмунда III Вази містечко одержало магдебурзьке право і у 1600 р. вже почало вважатися самоврядним містом. Міське управління самостійно встановлювало початок виборів і функції самоврядування, суду, купецьких об'єднань, цехів, регулювало питання торгівлі, опіки, спадкування, визначало покарання за різні види злочинів тощо. В органи самоврядування вибиралися ті, хто мав бодай якусь власність у місті. Історичні нариси свідчать, що Скалат був не дуже багатим населеним пунктом, хоча Магдебурзьке право дуже високо цінувалося в ті часи і надавалося відносно великим містам (1356 — Львів, в 1374 — Кам'янець-Подільський, 1497 — Київ), і обмежувало, таким чином, втручання з боку королів чи княжих чиновників. З часом це зробило Скалат вельми заможним містом. 1602 року в місті діяв магістрат, існувала ратуша. Незважаючи на певний розвиток ремесел, основним заняттям населення було землеробство. Станом на 1628 рік місту належало сім ланів землі.
18-19 вересня 1604 року в Скалаті зупинялося українсько-польське військо, яке 20 червня 1605 року захопило Москву.
Власниками Скалата за часів Речі Посполитої були шляхтичі Калиновські гербу калинова, згодом — Тарли, а наприкінці XVIII століття — Понятовські гербу «Цьолек». У 1766 р. права міста на магдебурію були підтверджені грамотою короля Польщі Станіслава-Августа Понятовського.
Великого лиха жителям Скалата завдавали часті напади турецько-татарських орд, регулярного війська Оттоманської Порти. 1675 року війська паші Ібрагіма Шишмана вщент зруйнували місто. Тоді фортецю міста намагалися взяти також, але безуспішно, коронні війська під командуванням короля Яна ІІІ Собеського.
1734 року за ініціативою Анни Каліновської з Лянцкоронських було засновано шпиталь для кількох убогих в місті.
1772 року з Першим поділом Речі Посполитої, Скалат, як і Галичина, підпав під владу монархії Габсбургів, і його було зараховано до Тернопільської округи.
За даними польського географа Куропатніцького, останній власник маєтку в місті за австрійських часів постійно проживав в ІталіЇ, продав його ізраеліту Свесскінду Розенштоку, сини якого були власниками маєтку на момент написання статті про місто в «Географічному словнику Королівства Польського…».
З 1867 р. він став повітовим містом.
Це позитивно вплинуло на економічний розвиток міста, на збільшення кількості населення. У 1897 році через Скалат пройшла залізниця Тернопіль — Гримайлів. Розвиток економіки зумовив зростання кількості населення. Якщо у 1866 році населення міста становило 4247 осіб, то у 1910 — 6228.
Протягом 1940—1962 років Скалат був адміністративним центром Скалатського району.
Герб міста досить простий, але з цікавою символікою: на срібному тлі — блакитна восьмипроменева зірка. Він зафіксований на міській печатці 1785 року з написом «SIGILLUM CIVITATIS SKALAT». Майже аналогічне зображення восьмипроменевої зірки міститься на польському шляхетському гербі чеського походження «Штернберг», який відрізняється від герба Скалата тільки кольором (золота зірка на блакитному фоні). Проте зв'язок цього герба з історією Скалата залишається невідомим.
Де шлях свій скелі Товтри розпочали,

Вітри злетілись з сивого Збруча,

Постало місто моє древнє — Скалат,

Моє начало всіх людських начал.

Я з тих країв, де корені народу,

І шмат землі — моя Галичина.

Ще пам'ятає із якого роду

Походить материнська твердь земна.

Пов'язаний фортечними валами,

Під Медобори влігся горілиць

Мій Скалат рідний — місто над містами,

Яке гарніше від мільйон столиць.

Мій Скалат б'ється в України грудях,

Цвіте на віковічній цій землі.

Стрічають всіх гостинно наші люди

Завжди із хлібом — сіллю на столі.
Йосип Свіжак

## Населення

### Національний склад
Розподіл населення за національністю за даними перепису 2001 року:
| Національність  | Відсоток |
| --------------- | -------- |
| українці        | 94.09%   |
| поляки          | 4.65%    |
| росіяни         | 0.99%    |
| інші/не вказали | 0.27%    |

### Мова
Розподіл населення за рідною мовою за даними перепису 2001 року:
| Мова            | Кількість | Відсоток |
| --------------- | --------- | -------- |
| українська      | 4019      | 99.43%   |
| російська       | 20        | 0.51%    |
| білоруська      | 1         | 0.02%    |
| гагаузька       | 1         | 0.02%    |
| інші/не вказали | 1         | 0.02%    |
| Усього          | 4042      | 100%     |

## Релігія
- Собор Всіх Святих (2014, мурований, ПЦУ).
- Церква Преображення Господнього (1872, мурована, УГКЦ).
- Поруч із замком розташований костел Святої Анни[7]. Цей храм підірвали у 1950-х роках перед візитом в край Микити Хрущова. Відбудували костел вже в роки відновлення Незалежності України. Римо-католицька парафія існує в Скалаті з 1632 року. Її фундатором був Кшиштоф Віхровський.
- Дослідник української середньовічної архітектури Орест Мацюк писав про старовинну синагогу в Скалаті, особливістю якої було планування в вигляді літери «Т».

## Школи міста, Скалатська ЗОШ ім. А. Малишка
Перша письмова згадка про школу у м. Скалат припадає на 1829 рік. Тут почала діяти чотирикласна чоловіча школа. В 1866 році 45,6 % населення було неписьменним. Австрійський уряд змушений був приділяти певну увагу розвитку освіти. Тому в 1901 році створили дві п'ятикласні школи — чоловічу й жіночу. На цей час припадає будівництво у північній частині міста спеціального будинку під школу (сучасний навчальний корпус № 1). Корпус був споруджений за проектом Євстахія Вільчинського.[джерело?]
Школа була двоповерховою і містила 12 навчальних приміщень. Навчання у школі велося польською мовою. У 1901 році у Скалаті було відкрито приватну реальну гімназію, її відвідувало понад 100 учнів. У навчальних закладах училися переважно діти заможних родин. У 1910 році п'ятикласна школа була реорганізована на шестикласну. В кінці 20-х років XX століття на захід від школи був побудований спортивний зал, який існує і сьогодні. У 1935 році Скалатська шестикласна школа була реорганізована на семикласну. На першому поверсі містилася чоловіча школа, а на другому — жіноча.[джерело?]
В шкільному будинку проживали директор школи та інспектор. Навчання проводилося у дві зміни. Класи були переповнені. Тому польська влада у 1938 році почала будову нового корпусу школи. На початку ІІ світової війни другий корпус школи був в основному побудований. Мав три поверхи і 12 класних кімнат. Повністю введений в експлуатацію у 1940 році, саме тоді школа стала дев'ятикласною. В ній навчалося 780 учнів, було 82 вчителі та навчання велося українською мовою.[джерело?]
Протягом війни шкільні приміщення не зазнали великих руйнувань. Навчання у середній школі відновилося в квітні 1944 року. У 1967 році у школі велися роботи по переведенні пічного опалення на водяне. В цей час побудована котельня. В 1997 році до школи підключили природний газ.[джерело?]
З 1983 року школа носить ім'я видатного українського поета, громадського діяча Андрія Малишка. В цей час у школі працювала кімната-музей поета. Це пов'язано з тим, що А. С. Малишка обирали депутатом Верховної Ради УРСР по Скалатському виборчому округу. Він виступав тут на вечорах-зустрічах в середній школі, будинку культури, читав свої вірші.[джерело?]
У 2000 році школу перейменовано у Скалатську загальноосвітню школу І — ІІІ ступенів. У цей час у школі навчалося 660 учнів.[джерело?]
Директорами школи у різні періоди були: з 1911 р. по 1922 р. — Мєчислав Войковский; з 1922 р. по 1930 р. — Юзеф Вирозумскі; з 1930 р. по 1931 р. — Ян Вісєцкий; з 28.08.1948 р. — Дубовенко В. М.; з 15.08.1950 р. — Остапець М. С.; з 27.08.1952 р. — Богайчук В. І.; з 31.08.1954 р. — Дацюк Михайло Петрович; з 1.07.1955 р. — Голик Микола Романович; з 15.08.1958 р. — Кулаклі Надія Іванівна; з 27.07.1962 р. — Грицина Кирило Омельянович; з 28.11.1962 р. — Дереш Анатолій Дмитрович; з 20.08.1986 р. — Мінченко Анізія Іванівна; з 6.07.1989 р. — Богуцький Василь Йосипович; з 14.09.1996 р. — Луків Наталія Корнелівна; з 13.03.2002 р. — Добенька Зіновій Зіновійович; з 11.09.2002 р. — Розмаїтий Юрій Михайлович.[джерело?]

## Скалатський замок

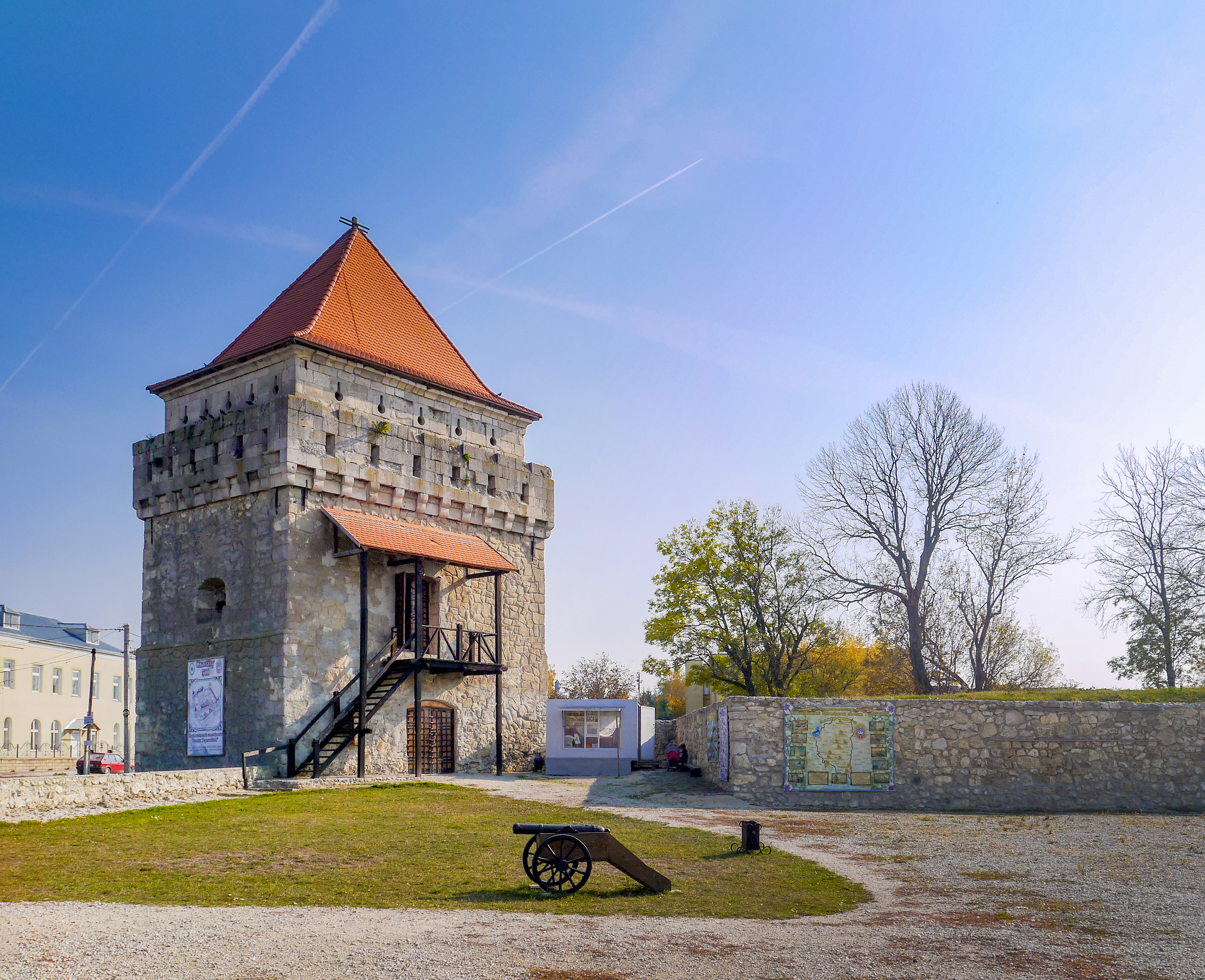
Скалатський замок

Розташована споруда у південно-західній частині міста, у заплаві річки Гнилої. Побудовано його у 1630 р. галицьким мечником Кшиштофом Віхровським гербу Пом'ян у формі неправильного чотирикутника. На той час замок охороняв під'їзди до міста, а зараз знаходиться в самому центрі населеного пункту. З півночі та південного сходу оплот міста оточував рів глибиною до 2 метрів, заповнений річковою водою. З двох інших боків доступ до фортеці перекривали болота.
Найдовшою була північна сторона форпосту (92 метрів), південна і західна мали по 72 метри, найкоротша східна стіна була 63 метри завдовжки. На рогах стояли (і стоять досі) п'ятикутні в плані вежі. Ймовірно, ставок коло замку теж відігравав певну роль у обороні замку: принаймні, свідчення про нього є в костельних книгах ще від 1728 року.
Замок постраждав у 1648 та 1651 роках під час Хмельниччини: загони козаків захопили і зруйнували фортецю.
Під час воєн з турками (1672—1675 рр.) фортеця була сильно зруйнована та втратила оборонні функції. Влітку 1675 р., зокрема, її штурмувало військо Яна Собєського — майбутнього польського короля. В кінці XVII ст. новий власник замку Ян Фірлей перебудував його та використовував як своє житло. На замковому дворі, поблизу східної стіни, виростає палац, у північно-східній фортечній стіні з'являється кам'яна в'їзна брама з двома воротами по боках, пишно декорована кам'яним лицарем, вазами і меморіальною дошкою з описом історії замку. Старі вежі теж оновили: два верхніх яруси вимурували з цегли і обличкували тесаними регулярними блоками вапняку. Стіни замку з усіх боків сягали 6-метрової висоти та двометрової товщини.

Стара листівка з зображенням замку

Наприкінці XIX ст. на кошти графа Ростовського архітектор Теодор Тальовський відреставрував башти замку в неоготичному стилі.
Палац на момент реставрації перебував в стані руйнації, його перебудували, але в значно скромнішому вигляді. Поруч виросли одноповерхові господарські приміщення.
Інші свідоцтва кажуть, що під час Першої світової замок був зруйнований, але швидко по тому відбудований. Та за кілька десятиліть відбулась нова світова війна і замок зазнав нової руйнації. Палац повністю зникає з лиця землі.
У 1960-х роках проведена консервація будівлі. Залишки вхідної брами ще простежуються у північно-східній частині фортечних мурів. До цієї брами вів колись дерев'яний міст.
План замку наближений до квадрата, чотири абсолютно однакові наріжні башти орієнтовані точно за сторонами світу. У вежах розташовувались стрільниці, що мали чотири яруси. Вежі п'ятикутні, з високими шатровими покрівлями з червоної черепиці.
З 1988 р. інститут «Укрзахідпроектреставрація» проводив обстеження пам'ятки, і у 1990 р. архітекторами І. Андрушком, Л. Ліщинським, Ю. Курцем під керівництвом М. Гайди розроблено ескізний проект реставрації та виведення замку з аварійного стану: покриття новою дахівкою веж, а оборонних мурів — гонтами, розчищення бійниць, а також відновлення опалювальної системи оборонних веж.[джерело?]
У 2004 році під час сильної бурі з веж позривало дахівку. На квітень 2005 року черепиця вкривала все, що завгодно навколо башт, але не самі башти. Ледве-ледве трималася покрівля однієї башти. Оборонний рів навколо замку засмічений. У січні 2006 року ситуація не змінилася.[джерело?]

## Некрополі
У центрі міста є кладовище радянських воїнів: 20 братських могил і дві індивідуальні. У центрі кладовища пам'ятник — скульптура воїна на повний зріст.

## Пам'ятки природи
Поблизу міста розташований лісовий масив «Малинник», Скалатський орнітологічний заказник, частина гірського кряжу Товтрів.

## Відомі люди
- Під час революції 1848 р. виборював мандат посла австрійського парламенту в окрузі Скалат — Збараж Іван Борисикевич — заступник голови Головної Руської Ради у Львові.
- У 1884 р. відвідував Іван Франко, коли перебував у с. Вікно (нині Чортківського району).
- Павло Думка, родом із Денисова, згодом знаний селянський поет і громадський діяч, жив, навчався один рік в домі Івана Наумовича.
- Замолоду в Скалаті не раз бував Лесь Курбас (родина Курбасів жила в місті протягом 1915–1916 років).
- Скалат — батьківщина філософа, етнопсихолога Олександра Кульчицького та Івана Кивелюка. Обидва були делегатами УНРади ЗУНР в 1918–1919 рр. Перший відомий також тим, що був учасником Акта Злуки в Києві в січні 1919 р., а другий — головою товариства «Просвіта» (1910–1922) (іменем жодного з них не названо вулиці в місті).
- Народилися відомий художник Володимир Кивелюк, художник та скульптор Купецький Василь Володимирович й інші знані особистості нашої історії та культури.
- До Першої світової війни у Скалаті на вічах не раз виступав громадсько-політичний діяч Михайло Петрицький.
- Під час Другої Світової Війни у місті побували письменниця Наталія Романович-Ткаченко, історик Дмитро Дорошенко, майбутній голова Головної Української Визвольної Ради (1944—1945 рр.) Кирило Осьмак.
- В період ЗУНР очолював повітовий комісаріат і представляв Скалатщину в парламенті держави Михайло Новаківський — відомий діяч Української радикальної партії.
- Похований сотник УГА, командир групи «Підволочиськ» Алоїз Ляєр, підступно вбитий польськими військовиками біля Панасівки в червні 1919 р.
- У 1920–1930 рр. провідним організатором українського громадсько-політичного і культурного життя в місті й окрузі був адвокат, доктор права Арсен Тригубчак.
- Отець Алиськевич Григорій — священик катакомбної УГКЦ в місті.
- Сестра, мати-ігуменя Йосифа Вітер — українська релігійна діячка.
- Тальовський Теодор-Мар'ян — архітектор, автор проектів костелу, відбудови веж Скалатського замку.
- В 1950-ті роки середню школу в Скалаті очолював Володимир Гладкий, уродженець с. Жеребки, в майбутньому доктор філологічних наук, професор Тернопільського педагогічного інституту.
- Від 1950 працювала зоотехніком, згодом директором Скалатської інкубаторської птахофабрики Єременко Антоніна Григорівна — Герой соціалістичної праці.
- Народився хореограф Петро Марунчак — організатор «Українського танцювального ансамблю Петра Марунчака» в Канаді.
- Місто-замок Скалат — батьківщина народної артистки України, головного редактора Першого Національного телеканалу України Христини Стебельської. У спадок від мами Дарії вона одержала почесну місію «хоронителя Замку». Тож з любові й поваги до рідного міста, а також — за доброю родинною традицією відома скалатчанка сьогодні бере активну участь у відродженні Скалатської фортеці. У її приватній колекції — десятки світлин з понад півстолітньою історією Скалата.
- д-р Павло Хоєцький — доцент кафедри лісівництва Національного лісотехнічного Університету України, доктор сільськогосподарських наук, учасник 20-ї Антарктичної експедиції[11].
- В місті у 1872–1882 рр. був парохом відомий галицький москвофіл, літератор, громадський діяч Іван Наумович.
- Свіжак Йосип Дмитрович (*1955, Скалат) — український поет, перекладач, лікар.
- Щенсний Козебродзький — голова Виділу Скалатської повітової ради.
- Сайко Оксана Володимирівна (*1976, Скалат) — українська письменниця, дипломантка літературного конкурсу «Гранослов-2006», переможниця конкурсу на найкращу повість від журналу «Дніпро» 2009 року (повість «Волоцюги»).
- Шафранський Анатолій Михайлович (? — 2023) старший солдат Збройних сил України, учасник російсько-української війни.

## Галерея

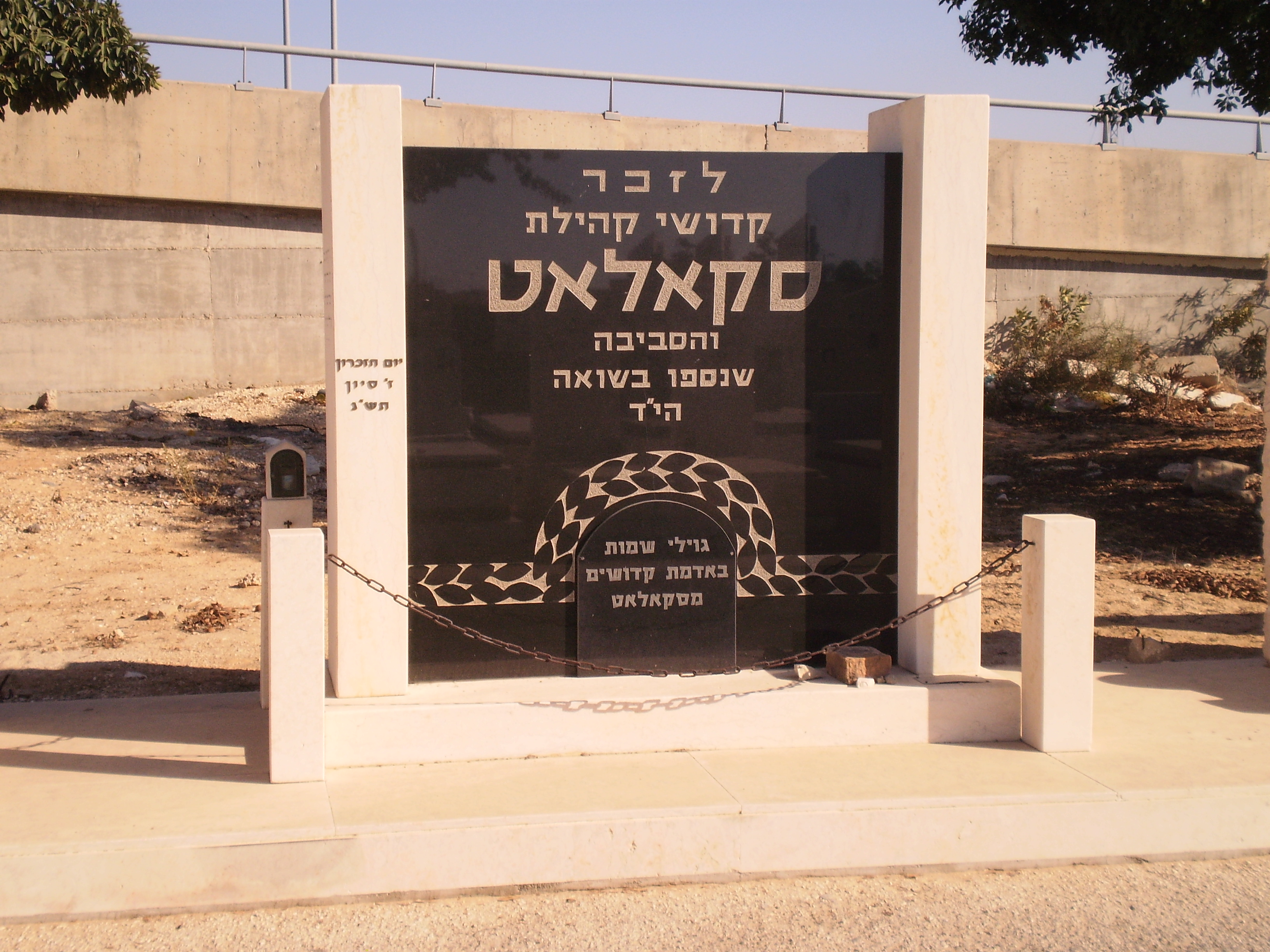
Меморіал, присвячений містянам-жертвам Голокосту (Холон, Ізраїль)

Пам'ятник Хмельницькому
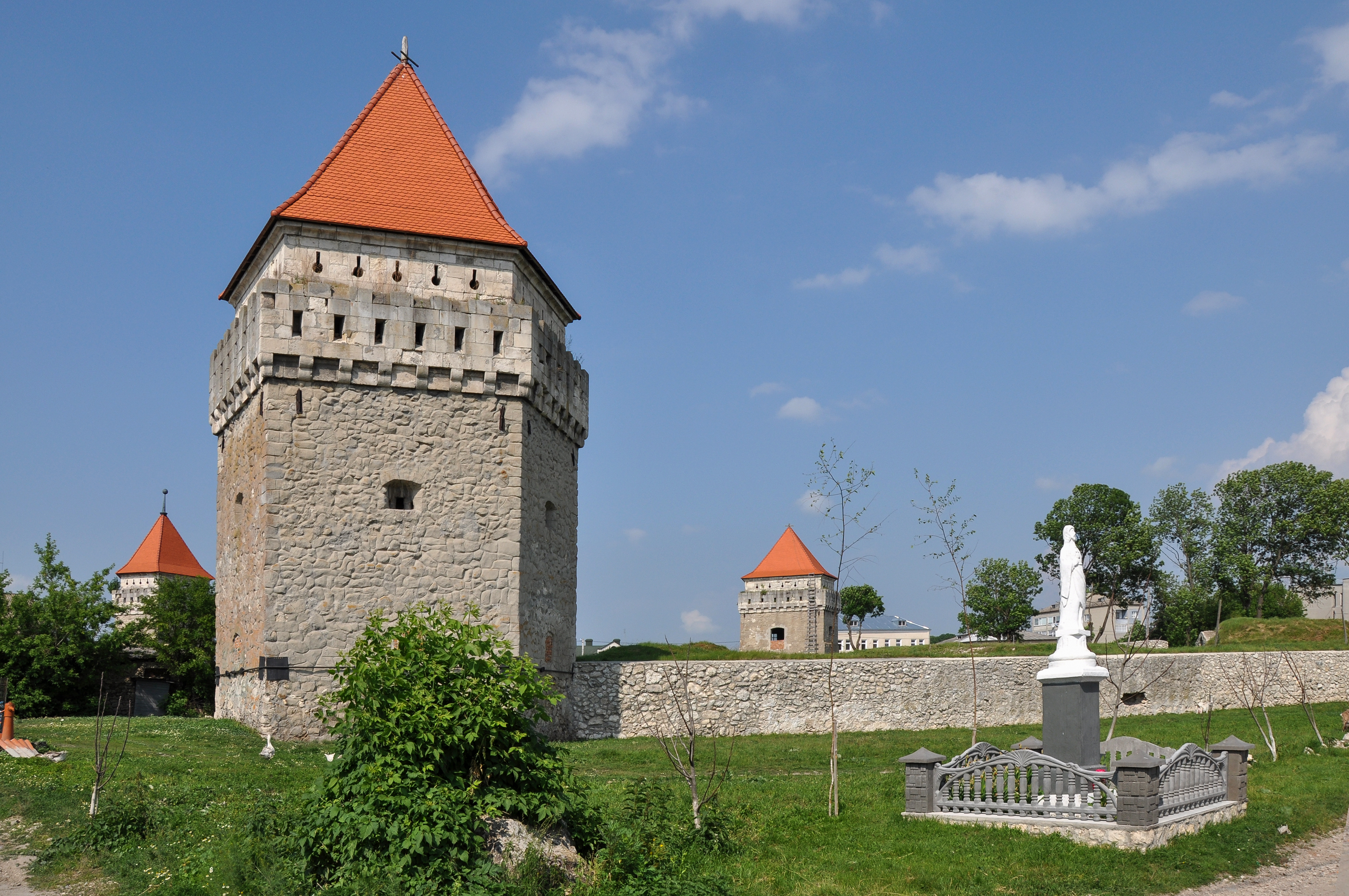
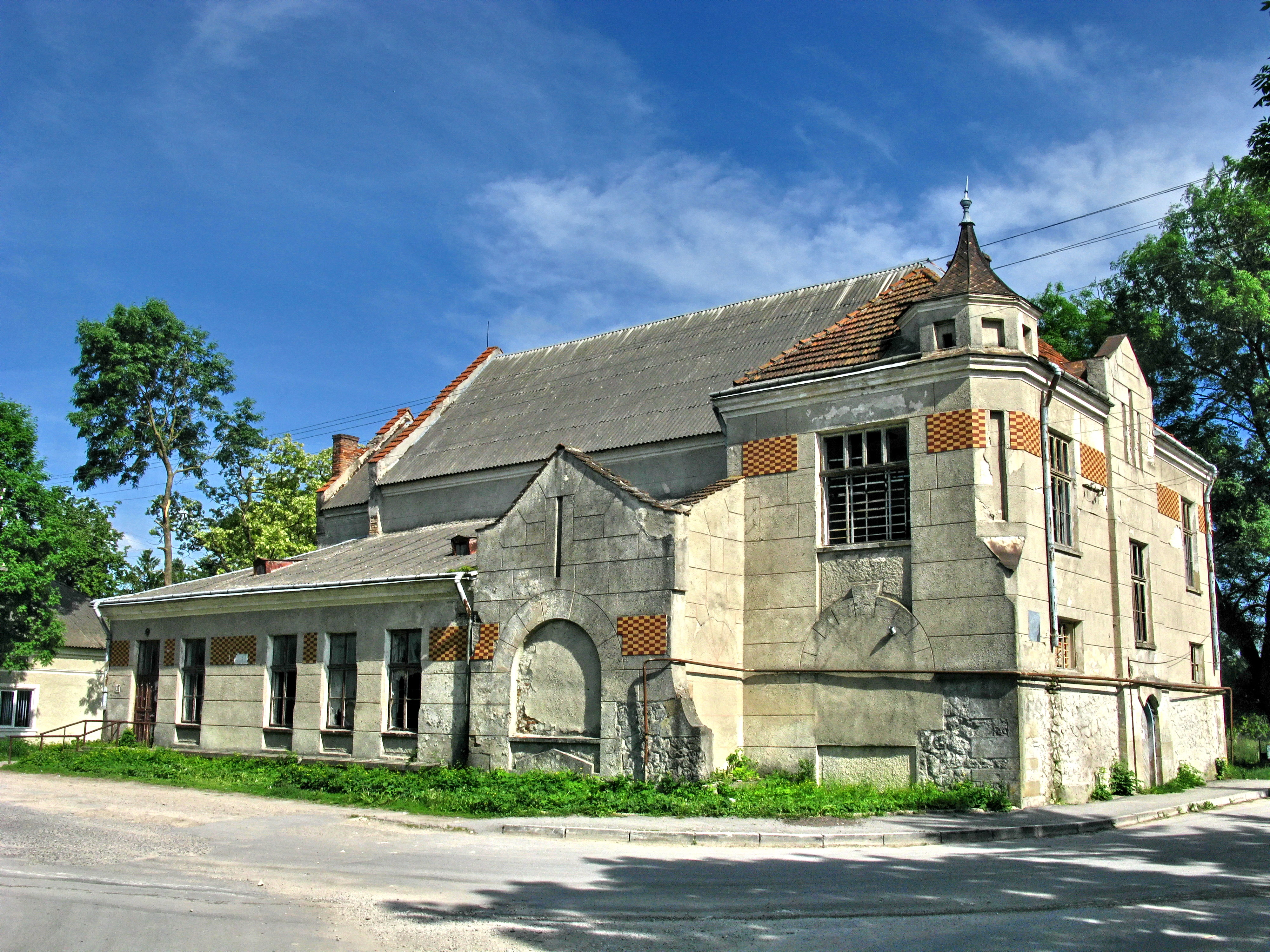
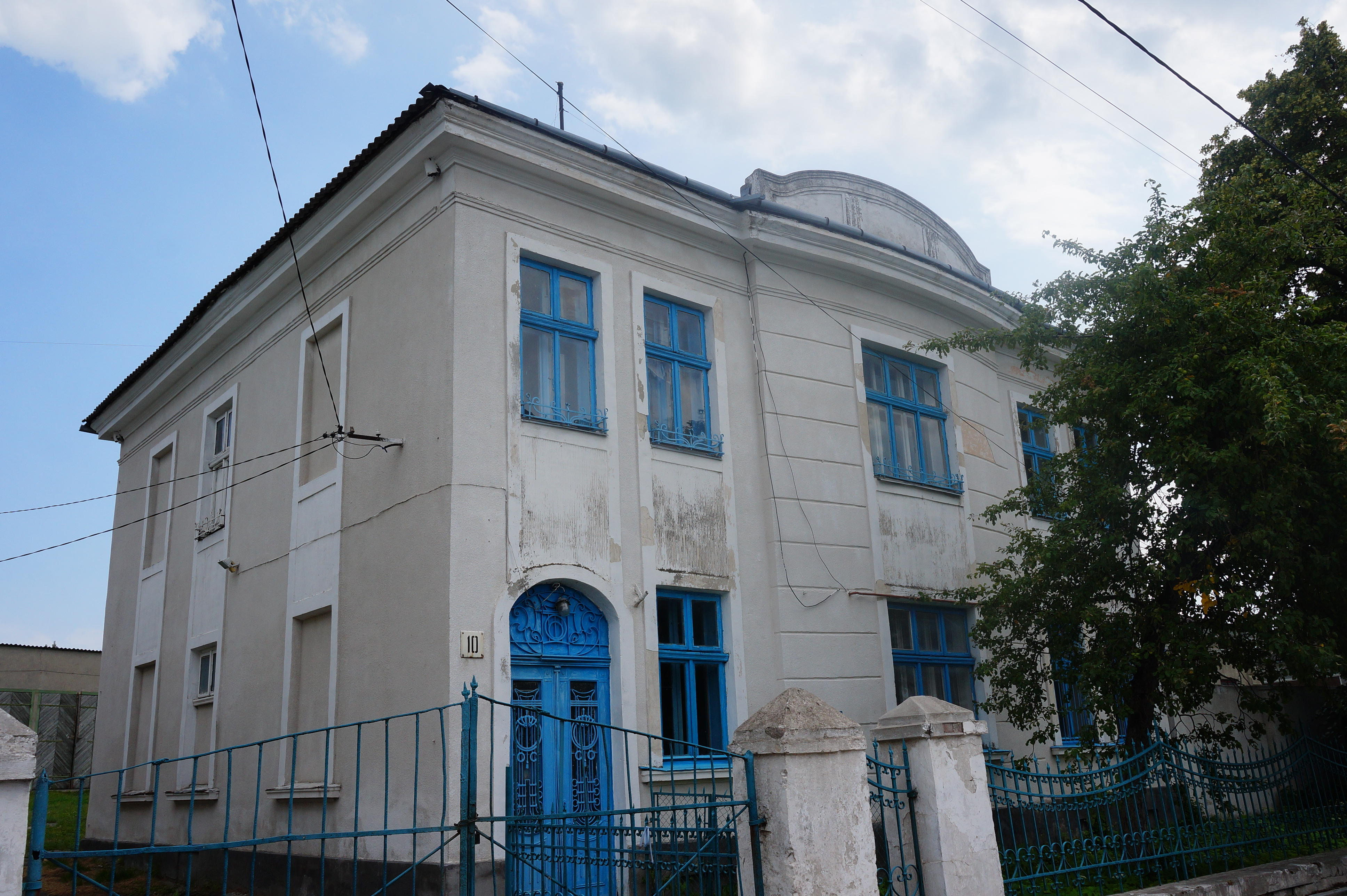
вулиця Леся Курбаса 10
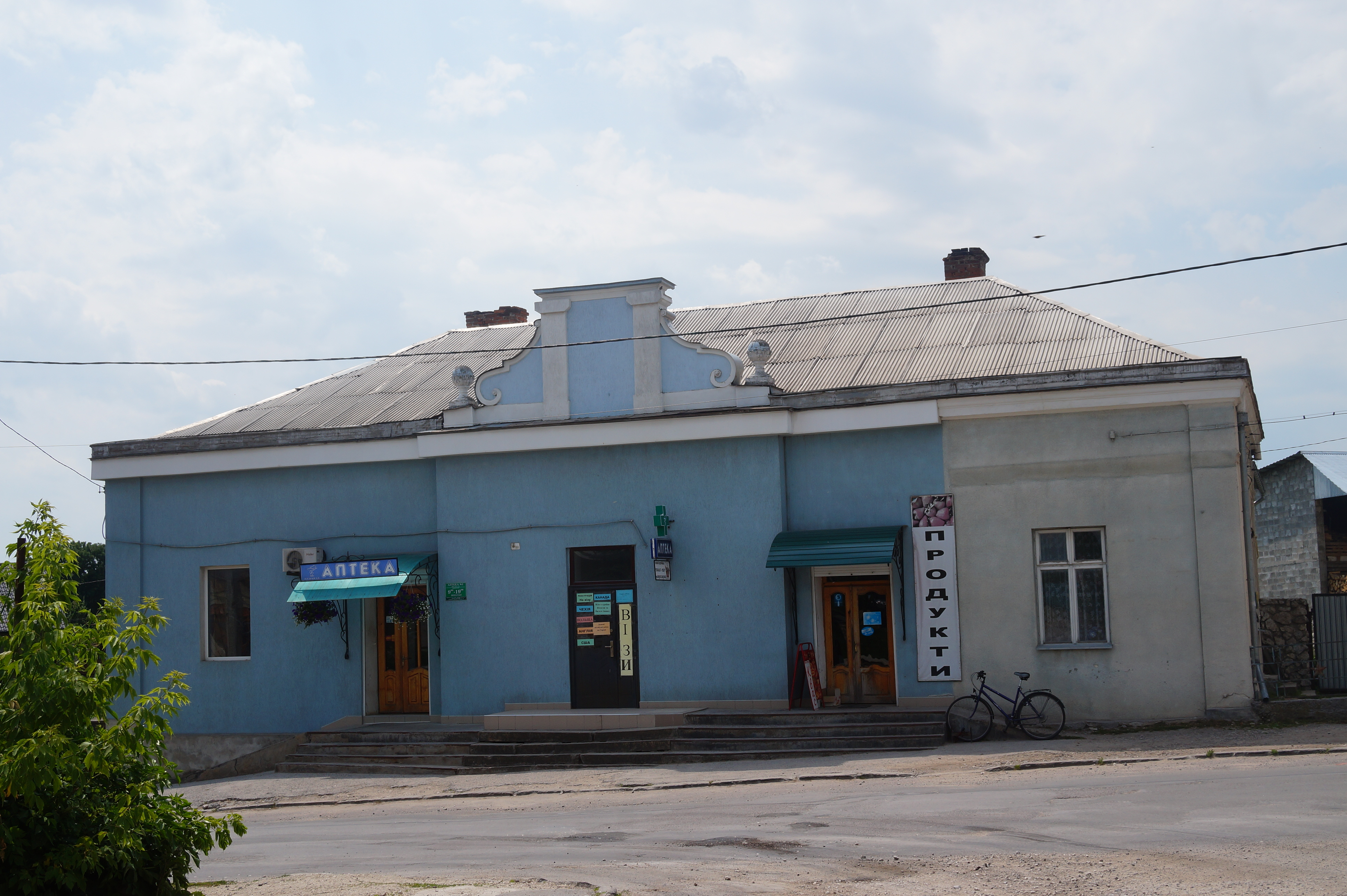
один зі старих будинків на вулиці Грушевського
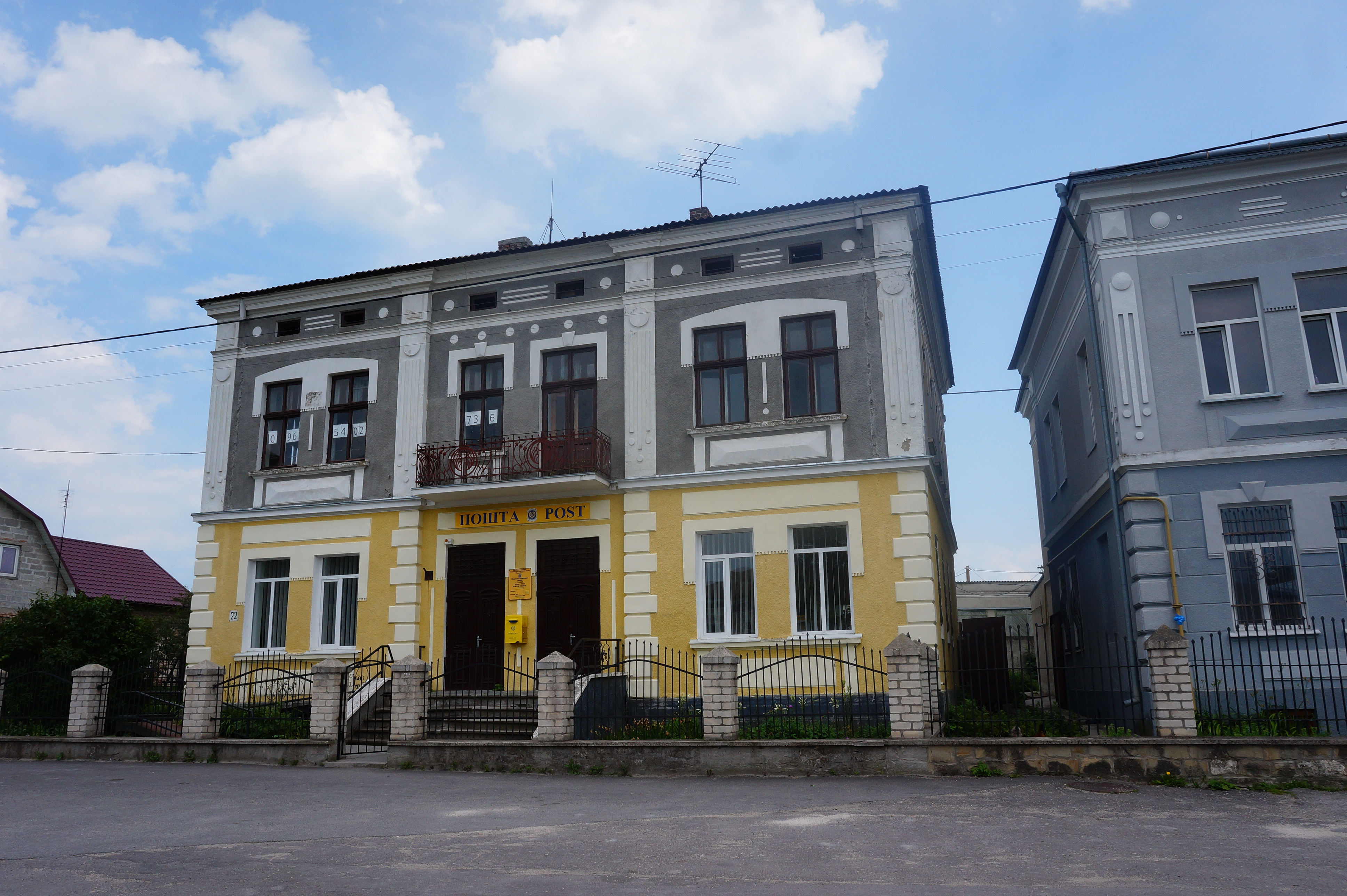
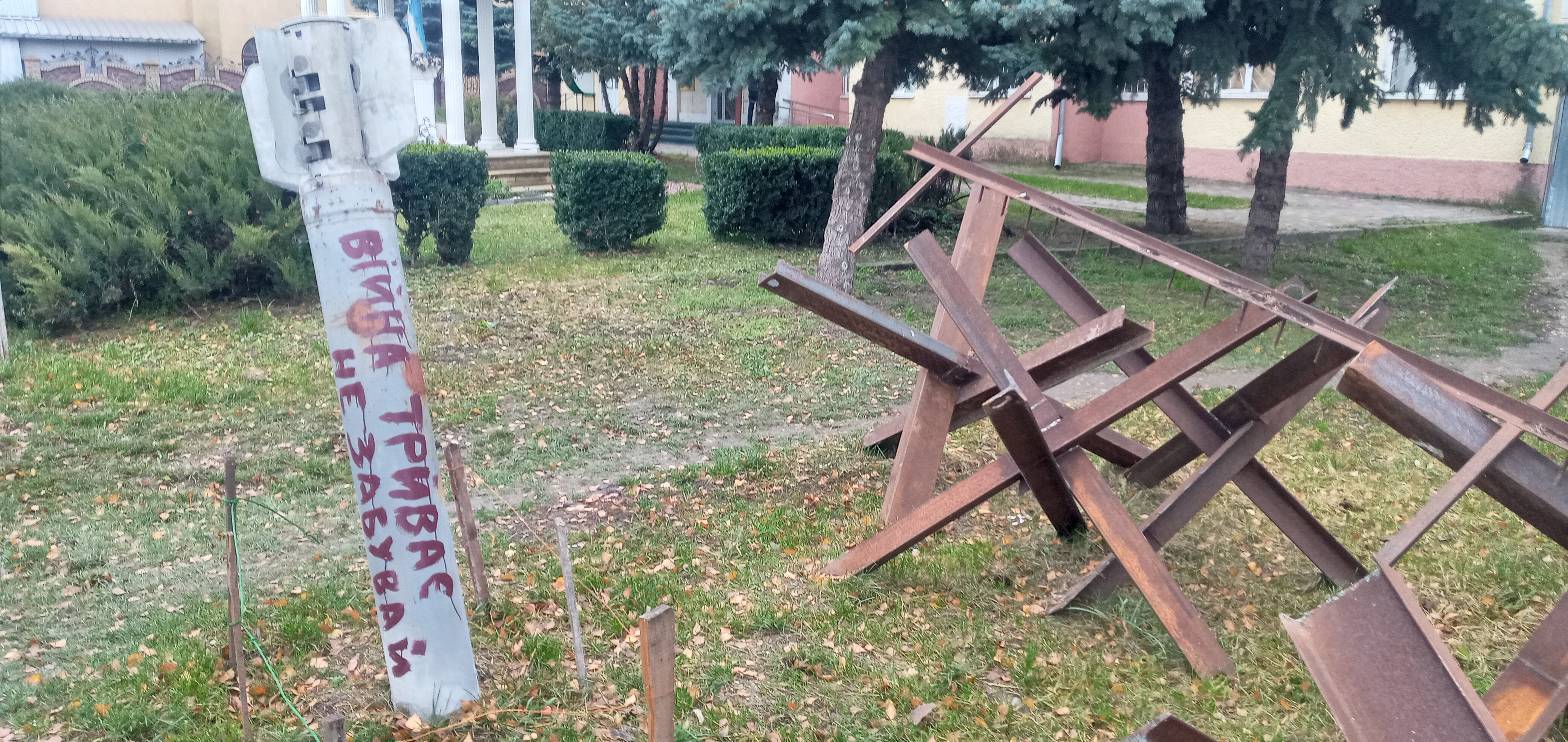
"Війна  триває. Не забувай!" Інсталяція в центрі міста Скалат
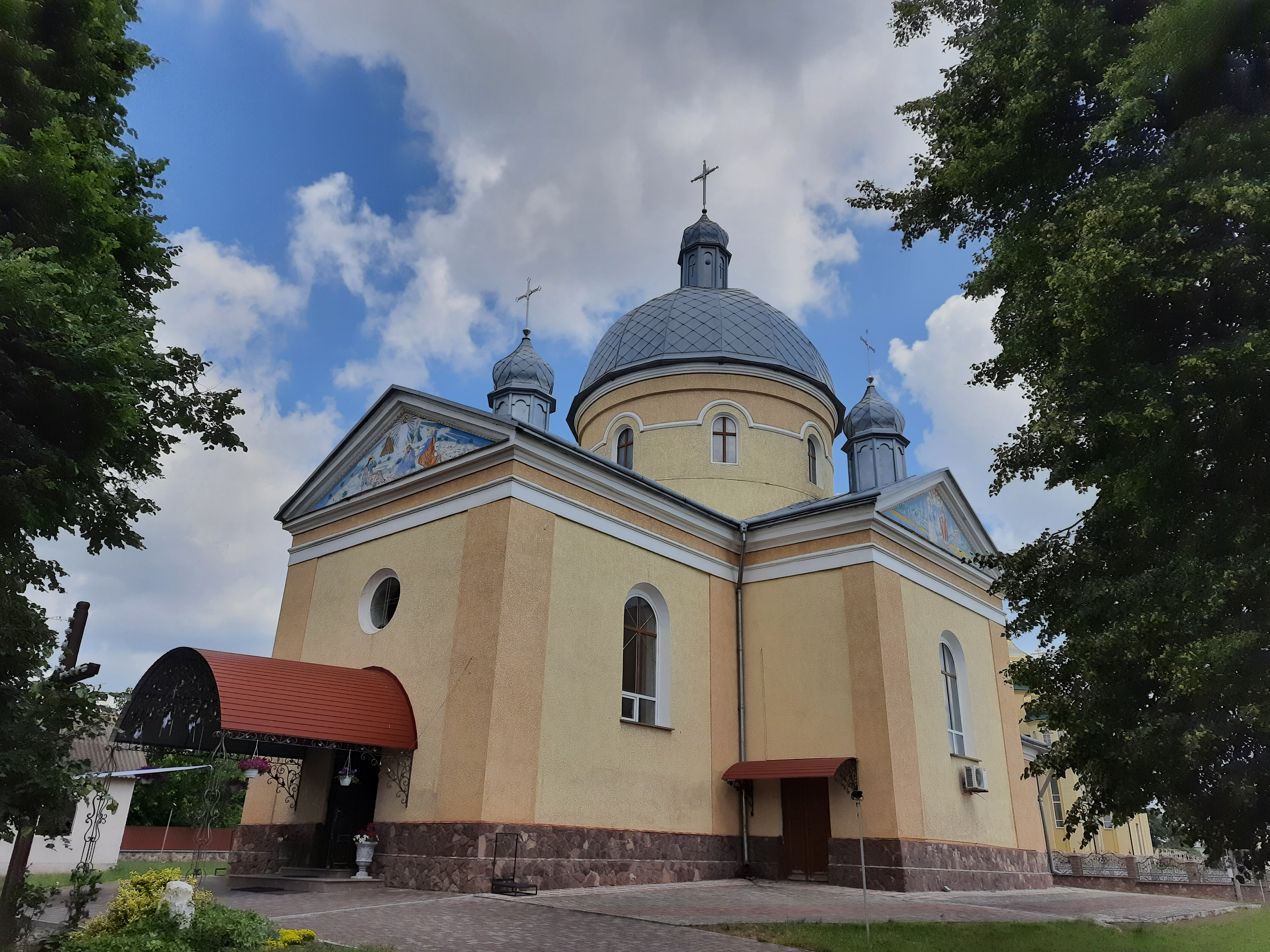
Преображенська церква
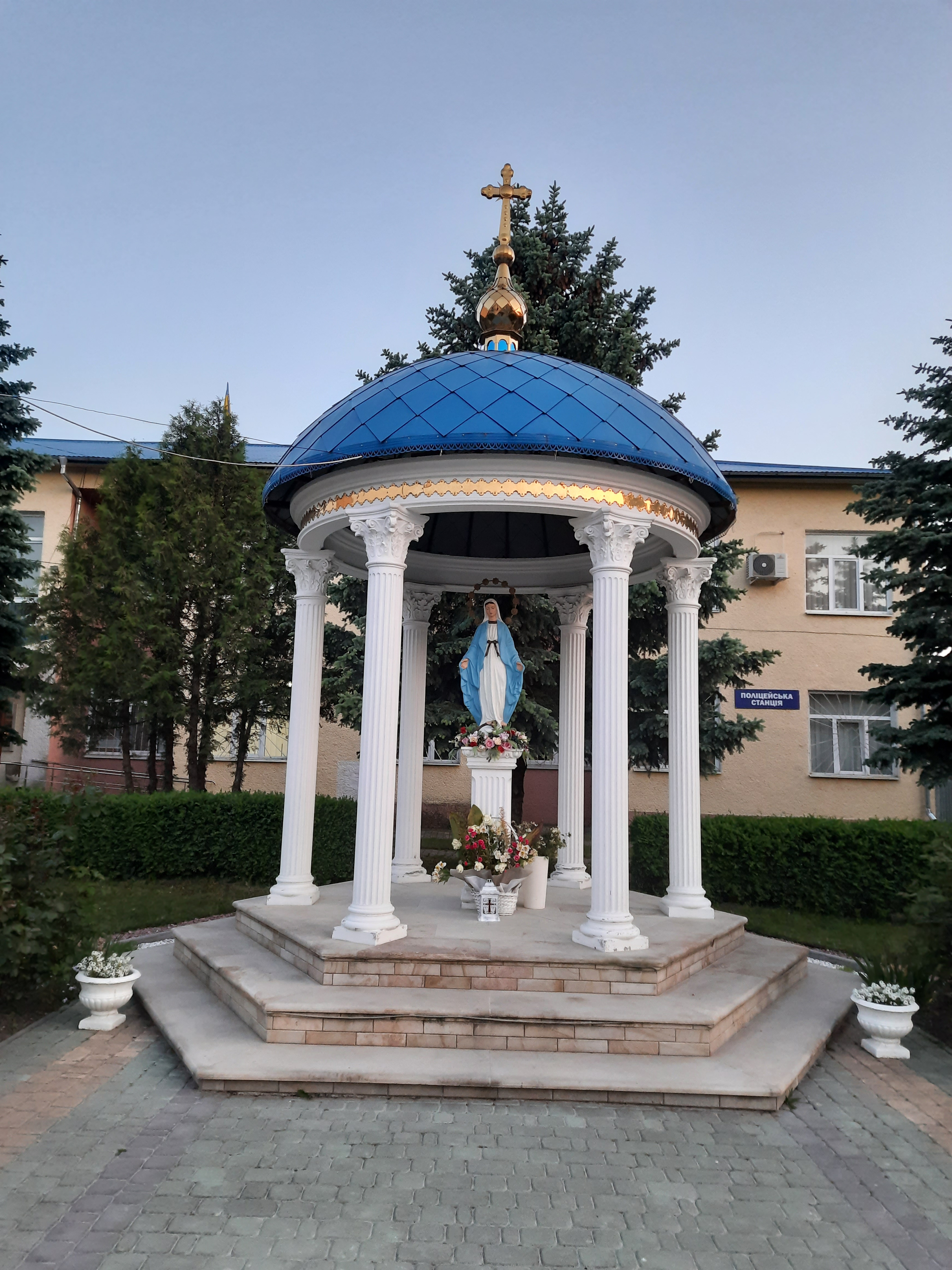
Статуя Божої Матері
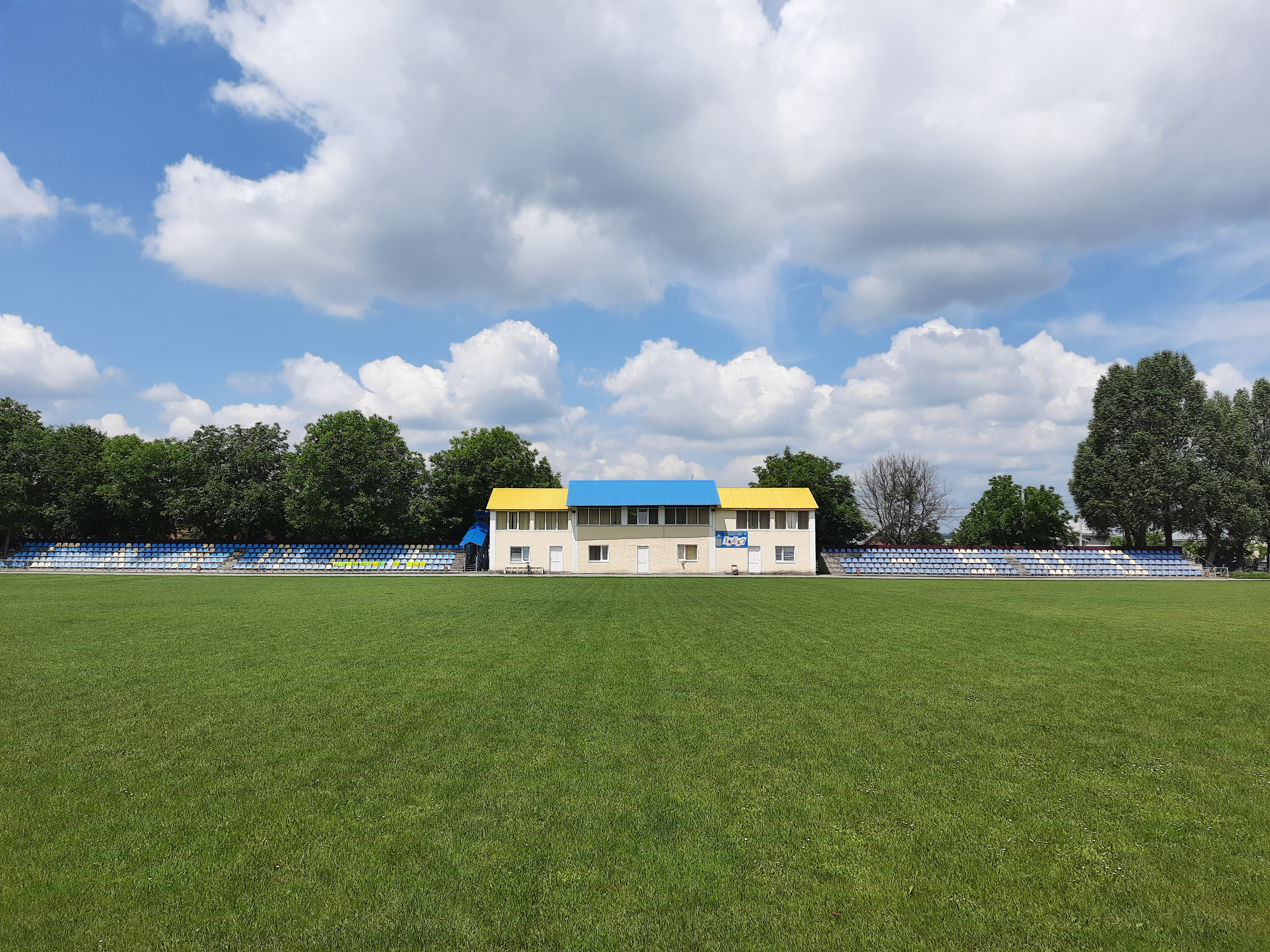
Стадіон